# Courage (альбом Селин Дион)
Courage (с англ. — «Мужество») — двенадцатый англоязычный студийный альбом франкоканадской певицы Селин Дион. Выход пластинки состоялся 15 ноября 2019 года на лейбле Columbia Records. В поддержку альбома певица отправилась в мировое турне Courage World Tour, которое началось в сентябре 2019 года.

## Об альбоме

### Предыстория
Свой последний англоязычный альбом Loved Me Back to Life певица выпустила в ноябре 2013 года. В следующем месяце её мужу Рене Анжелилу был поставлен диагноз — рак горла, а также проведена операция. В июле 2014 года он оставил обязанности менеджера своей супруги и решил сосредоточиться на здоровье, но уже в следующем месяце ему стало гораздо хуже и Селин решила прервать свою активную музыкальную деятельность. Анжелил скончался 14 января 2016 года. Первое публичное выступление певицы после всех событий (за пределами Колизея Сизарс-пэласа) состоялось на премии Billboard Music Awards с песней «The Show Must Go On», там же ей была вручена награда Billboard Icon Award. В августе 2016 года она выпустила франкоязычный альбом Encore un soir, который получил положительные отзывы критиков и имел коммерческий успех.
В сентябре 2016 года состоялся релиз сингла «Recovering», который должен был стать лид-синглом с предстоящего англоязычного альбома, выход которого намечался на 2017 год. Песня была написана певицей Пинк в память о покойном муже Селин Дион. В марте 2017 года певица записала песню «How Does a Moment Last Forever», которая стала саундтреком к фильму «Красавица и чудовище». В 2016 и 2017 годах певица параллельно вела гастроли в Канаде и Европе. В 2018 году певица выпустила сингл «Ashes» как саундтрек к фильму «Дэдпул 2». Также проходили гастроли в Азии и Океании. В сентябре того же года она объявила об окончании своей резиденции «Celine» в Лас-Вегасе в 2019 году.
3 апреля 2019 года певица объявила о том, что отправляется в новое мировое турне Courage World Tour в поддержку одноимённого студийного альбома, шоу стартует в сентябре в Квебеке, Канада. Объясняя название альбома, она сказала: Я думаю, что прошла через многое. И жизнь дала мне возможность… чтобы найти свою внутреннюю силу, найти мужество и продолжать идти. Люди, которых я так люблю, разделившие со мной те горести. Они дали мне столько сил. А потом появилась песня, которая называлась «Courage», после чего не было долгих раздумий, как назвать альбом.

### Написание и запись
В апреле 2019 года Дион рассказала, что она получила 48 песен для нового альбома и ей нужно выбрать 12. В новом альбоме певица решила исследовать новые музыкальные направления, сохраняя при этом фирменный стиль, к которому привыкли поклонники Дион. После выпуска написанного Пинк сингла «Recovering» в сентябре 2016 года, Дион записала новую музыку в октябре 2016 года с Дайан Уоррен, которая написала ранее ей несколько песен, в том числе хит «Because You Loved Me». В апреле 2017 года Дион упомянула, что Сия написала для неё три песни. Также над альбомом работали Стефан Моккио и Мадлен Нойес. Моккио уже работал с Селин ранее, он написал «A New Day Has Come»; также он является автором таких хитов как «Earned It» The Weeknd и «Wrecking Ball» Майли Сайрус. В конце 2017 года певица записала песню «Flying on My Own», авторами которой стали Йорген Элоффсон, Антон Мортенсон и Лиз Родригес. В 2018 году Дэвид Гетта заявил, что принял участие в работе над альбомом Селин. В 2019 году в программе «Carpool Karaoke» с Джеймсом Корденом певица представила небольшой отрывок песни «Lying Down».

### Релиз
В июне 2019 года был выпущен промосингл с альбома — песня «Flying on My Own», которую Селин исполняла на своих последних концертах в Лас-Вегасе. Песня вышла сначала в концертной, а затем и в студийной версии. 18 сентября была объявлена дата выхода — 15 ноября 2019 года. В этот же день состоялась премьера трёх новых песен с альбома: «Lying Down», «Courage» и «Imperfections». Песня «Imperfections» станет радиосинглом, 30 сентября она отправится на радиостанции.

## Итоговые списки критиков
Во многих публикациях альбом был признан одним из лучших поп-альбомов 2019 года.
| Публикация | Список                             | Ранг     | Ссылка |
| ---------- | ---------------------------------- | -------- | ------ |
| AllMusic   | Favorite Pop Albums of 2019        | included | [ 7 ]  |
| Billboard  | The 50 Best Albums of 2019         | 50       | [ 8 ]  |
| Billboard  | Readers Top 10 Best Albums of 2019 | 2        | [ 9 ]  |
| Idolator   | The 20 Best Pop Albums of 2019     | 20       | [ 10 ] |
| Slate      | The Best Albums of 2019            | included | [ 11 ] |

## Список композиций
| №                   | Название                    | Автор(ы)                                                                                           | Продюсер(ы)                                  | Длительность |
| ------------------- | --------------------------- | -------------------------------------------------------------------------------------------------- | -------------------------------------------- | ------------ |
| 1.                  | «Flying on My Own»          | Йорген Элофссон Лиз Родригес Энтон "Hybrid" Мортенссон                                             | Элофссон Hybrid Ugly Babies                  | 3:32         |
| 2.                  | «Lovers Never Die»          | Йохан Карлссон Росс Голан Дэн Уилсон                                                               | Карлссон Уилсон Джон Синклер Брайан Брендедж | 2:51         |
| 3.                  | «Falling in Love Again»     | Скайлар Грей                                                                                       | Джон Доелп Дэнис Сэвидж                      | 3:51         |
| 4.                  | «Lying Down»                | Дэвид Гетта Джорджо Туинфорт Сиа Ферлер                                                            | Гетта Туинфорт                               | 3:58         |
| 5.                  | «Courage»                   | Эрик Элкок Родригес Стефан Моккио                                                                  | Моккио                                       | 4:14         |
| 6.                  | «Imperfections»             | Ари Лефф Майкл Поллак DallasK Николас Перлофф-Джайлз                                               | DallasK                                      | 3:59         |
| 7.                  | «Change My Mind»            | Бьёрн Иттлинг LP Джон Левин                                                                        | Левин                                        | 3:01         |
| 8.                  | «Say Yes»                   | Элофссон Родригес                                                                                  | Элофссон                                     | 3:32         |
| 9.                  | «Nobody's Watching»         | Элофссон Родригес                                                                                  | Элофссон Hybrid                              | 3:12         |
| 10.                 | «The Chase»                 | Джессика Митчелл Родригес Крейг Макконнелл                                                         | Макконнелл                                   | 3:49         |
| 11.                 | «For the Lover That I Lost» | Сэм Смит Миккель Сторлер Эриксен Тор Эрик Хермансен Джеймс Нейпир                                  | Stargate Джимми Нейпс                        | 2:54         |
| 12.                 | «Baby»                      | Ферлер Морин Макдональд Грег Кёрстин                                                               | Кёрстин                                      | 3:34         |
| 13.                 | «I Will Be Stronger»        | Эг Уайт                                                                                            | Уайт                                         | 3:27         |
| 14.                 | «How Did You Get Here»      | Никки Гриер The Stereotypes 9AM Alcock Родригес Халил Абдул-Рахман Хаззард Калум Арманд Морис Брок | The Stereotypes 9AM                          | 4:21         |
| 15.                 | «Look at Us Now»            | Стеф Джонс Эндрю Уэллс Брэндон Трейшан Кэмпбелл                                                    | Э. Уэллс                                     | 3:18         |
| 16.                 | «Perfect Goodbye»           | Макс Вольфганг Фредди Уэкслер Кори Сандерс                                                         | Макс Вольфганг Стив Аоки                     | 3:28         |
| Общая длительность: | Общая длительность:         | Общая длительность:                                                                                | Общая длительность:                          | 57:00        |

| №                   | Название            | Автор(ы)                                 | Продюсер(ы)         | Длительность |
| ------------------- | ------------------- | ---------------------------------------- | ------------------- | ------------ |
| 17.                 | «Best of All»       | Уайт Бен Эрл                             | Уайт                | 3:23         |
| 18.                 | «Heart of Glass»    | Кёрстин Ферлер                           | Кёрстин             | 3:31         |
| 19.                 | «Boundaries»        | Мати Нойес Моккио                        | Моккио              | 3:22         |
| 20.                 | «The Hard Way»      | Джессика Карпов Уайти Филлипс Грег Уэллс | Г. Уэллс            | 3:24         |
| Общая длительность: | Общая длительность: | Общая длительность:                      | Общая длительность: | 70:40        |

| №                   | Название            | Автор(ы)                                 | Продюсер(ы)         | Длительность |
| ------------------- | ------------------- | ---------------------------------------- | ------------------- | ------------ |
| 21.                 | «Soul»              | Джессика Карпов Уайти Филлипс Грег Уэллс | The Elev3n          | 3:14         |
| Общая длительность: | Общая длительность: | Общая длительность:                      | Общая длительность: | 73:54        |

## Чарты
| Чарт (2019)                         | Высшая позиция |
| ----------------------------------- | -------------- |
| Австралия (ARIA)                    | 2              |
| Австрия (Ö3 Austria)                | 4              |
| Бельгия/Фландрия (Ultratop)         | 3              |
| Бельгия/Валлония (Ultratop)         | 1              |
| Канада (Canadian Albums Chart)      | 1              |
| Чехия (ČNS IFPI)                    | 11             |
| Хорватия (HDU)                      | 4              |
| Дания (Hitlisten)                   | 23             |
| Нидерланды (Album Top 100)          | 10             |
| Финляндия (Suomen virallinen lista) | 13             |
| Франция (SNEP)                      | 2              |
| Германия (Offizielle Top 100)       | 4              |
| Греция (IFPI)                       | 18             |
| Венгрия (MAHASZ)                    | 11             |
| Ирландия (IRMA)                     | 5              |
| Италия (Classifica album)           | 10             |
| Япония (Oricon)                     | 49             |
| Япония (Billboard Japan)            | 61             |
| Новая Зеландия (RMNZ)               | 5              |
| Норвегия (VG-lista)                 | 16             |
| Польша (ZPAV)                       | 6              |
| Португалия (AFP)                    | 5              |
| Шотландия (Scottish Albums Chart)   | 2              |
| Словакия (ČNS IFPI)                 | 53             |
| ЮАР (RISA)                          | 10             |
| Испания (PROMUSICAE)                | 11             |
| Швеция (Sverigetopplistan)          | 30             |
| Швейцария (Schweizer Hitparade)     | 1              |
| Великобритания (UK Albums Chart)    | 2              |
| США (Billboard 200)                 | 1              |
| США (Rolling Stone 200)             | 1              |

| Чарт (2019)                     | Позиция |
| ------------------------------- | ------- |
| Бельгия (Ultratop Flanders)     | 118     |
| Бельгия (Ultratop Wallonia)     | 35      |
| Канада (SoundScan)              | 1       |
| Франция (SNEP)                  | 53      |
| Швейцария (Schweizer Hitparade) | 65      |

## Сертификации и продажи
| Регион                                                                      | Сертификация | Продажи |
| --------------------------------------------------------------------------- | ------------ | ------- |
| Канада (Music Canada)                                                       | Платиновый   | 80 000  |
| Франция (SNEP)                                                              | Платиновый   | 100 000 |
| Великобритания (BPI)                                                        | Серебряный   | 60 000  |
| Итого                                                                       |              |         |
| Мир                                                                         | —            | 600,000 |
| Данные о продажах + прослушиваниях приведены только на основе сертификации. |              |         |